# Mladina
Mladina je slovinský publicistický týdeník, který začal vycházet v roce 1920 jako periodikum slovinské komunistické mládeže. V důsledku represí za diktatury krále Alexandra byla činnost časopisu ve třicátých letech zastavena. K obnovení došlo v roce 1943 a od té doby časopis vychází dodnes. Mladina je jedním z nejvlivnějších politických časopisů ve Slovinsku.

## Historie a současnost
Časopis Mladina byl založen v roce 1920 jako tiskový orgán mládežnické organizace Komunistické strany Jugoslávie ve Slovinsku. V noci z 19. na 20. prosince 1920 zakázala vláda profesora Milenka Vesniće na základě zvláštního nařízení proti protistátním hnutím činnost všech organizací komunistické strany, zastavila vydávání komunistického tisku, nařídila uvěznění všech, kteří provozovali komunistickou propagandu nebo vybízeli ke stávce, nařídila také propuštění státních úředníků a vyloučení vysokoškolských studentů, kteří s komunisty sympatizují. Mladina přešla do ilegality. V této době již nereprezentoval jen názory komunistické mládeže, ale i mladých radikálních levičáků a protikapitalisticky zaměřené mládeže Tlak státních orgánů však po nastolení diktatury šestého ledna dosáhl takové síly, že Mladina přestala ve třicátých letech vycházet úplně.
V lednu 1943 byla činnost časopisu obnovena. Mladina se stala časopisem protifašistického hnutí odporu. V roce 1945 se stala oficiálním tiskovým orgánem Svazu komunistické mládeže Slovinska.
Kongres Svazu socialistické mládeže Slovinska v dubnu 1986 nejen kritizoval zkostnatělé vedení jugoslávských a slovinských komunistů, ale také rozhodl o zvýšení redakční autonomie časopisu. Kolem roku 1984 se nová generace autorů rozhodla přeměnit časopis z ustrnulého stranického listu ve skutečný časopis mladých.
V první polovině roku 1988 bylo na stránkách Mladiny publikováno množství článků kritických ke straně a federaci. Zvláště pak byla kritizována neústavní role a rozhazovačnost Jugoslávské lidové armády. Autorem těchto článků byl Janez Janša. Časopis a jeho redaktoři se dostali pod dohled federálních orgánů. 31. května 1988 zajistila jugoslávská Služba státní bezpečnosti tři redaktory Mladiny a jednoho poddůstojníka Jugoslávské lidové armády, kteří byli obviněni z nezákonného získání tajného vojenského dokumentu. Tento tzv. Proces se čtyřkou se konal před vojenským soudem v Lublani, a to v srbochorvatštině, což bylo porušení procesní předpisů, které ukládaly justičním orgánům používat jazyk republiky, ve které probíhá řízení. Jedním z obžalovaných byl i Janez Janša, kterého soud odsoudil k jednomu roku odnětí svobody, ale z obav protestů byl Janša nakonec propuštěn. Tento proces znamenal mimo jiné i rozkol mezi jugoslávským a slovinskými komunisty.
V březnu 1989 se rozhořela v Jugoslávii naplno kosovská krize a té se nemohla Mladina nevěnovat. Hlavní strana časopisu vyšla v albánštině s několika desítkami fotografií Tita v albánské čepici keče. Články uvnitř se obecně věnovaly tomu "jak poznat kulturního jihoslovana od nebezpečného iredentisty" a víceméně komickým výpadům proti albánským nacionalistům. Kromě toho byla uveřejněna i mapa tzv. "Západní Jugoslávie" (Chorvatsko, Slovinsko a Bosna a Hercegovina) s komentářem "Chtěli byste žít v takové zemi?".
V listopadu 1989 vyvolala Mladina hned dva skandály na jugoslávské politické scéně. Nejdříve zveřejnila karikaturu Tita jako loutky na tanečním parketu - jen nedlouho před zasedáním SKJ, které se mělo věnovat "ochraně Titova jména před stále častějšími útoky" (což byl jeden z průvodních jevů rozpadu komunistického režimu v zemi). O několik dní později pak vyšla karikatura Slobodana Miloševiće zastřeleného na 29. listopadu, jugoslávský státní svátek. Některé deníky, jako např. Oslobođenje toto komentovaly slovy "ohavnosti". Podobnými událostmi se dokonce zabývalo i Předsednictvo SR Slovinsko.
I po osamostatnění Slovinska nezměnila Mladina svůj styl. V devadesátých letech se předmětem kritiky stal také ministr Janez Janša, který musel v důsledku afér opustit slovinskou vládu. Mladina se staví na ochranu práv menšin – především Albánců a Bosňáků – a na jejich stránkách lze nalézt i kritiku katolické církve.
Od roku 2000 existuje i internetová podoba časopisu.